# پاسکال بوته‌یا
پاسکال بوته‌یا دومینگو (۱۰ اوت ۱۹۱۶ در والنسیا - درگذشته ۱۴ ژانویه ۱۹۸۳) بازیکن فوتبال اسپانیایی بود که در پست مهاجم بازی می‌کرد.

## دوران باشگاهی
پاسکال بوته‌یا اولین بازی خود را به عنوان یک بازیکن فوتبال در سال ۱۹۳۷ در سن بیست و یک سالگی با لوانته انجام داد. او به مدت چهار سال برای این باشگاه بازی کرد و در نهایت موفق به قهرمانی در تنها دوره جام آزاد اسپانیا شد. 
در سال ۱۹۴۱ با رئال مادرید قرارداد امضا کرد. او بخشی از تیمی بود که در نیمه نهایی کوپا دل ژنرالیسیموی سال ۱۹۴۳، موفق به شکست دادن بارسلونا با نتیجه ۱۱ بر ۱ شد و پس از باخت مقابل اتلتیک بیلبائو در فینال، نایب قهرمان مسابقات شد. بوته‌یا یکی از گلزنان رئال مادرید در پیروزی ۱۱ بر ۱ مقابل بارسلونا بود. 
پس از چهار سال حضور در مادرید، بوته‌یا به لوانته بازگشت، جایی که در سال ۱۹۵۰ در آن بازنشسته شد.